# 型糊染
型糊染是一種防染工藝技巧，將糊料平舖於簍空的防水型紙，持刮板以壓抹方式使糊料從簍空處與待染布料結合同時平整刮除多餘糊料，殘留於待染布料的糊料便可達到防染效果。
同為型染，型糊染與型繪染不同，型繪染是以刷筆沾染顏料直接刷圖於型紙的镂空處染出圖樣。